# China Motor Corporation
China Motor Corporation (中華汽車工業, Zhōnghuá Qìchē Gōngyè) o CMC per les sues sigles llatines, és un fabricant d'automòbils amb base a Taipei, a Taiwan, República de la Xina. És el segon productor d'automòbils de Taiwan després de Kuozui Motors.

## Història
L'empresa fou fundada el 13 de juny de 1969 i a l'any següent signaria un contracte de col·laboració tecnològica amb Mitsubishi Motors. El 12 de desembre de 1973 fou inaugurada la primera factoria de l'empresa, a Yangmei. Inicialment, el nombre mensual d'automòbils produïts era de 300 unitats, però gràcies al ràpid creixement i al desenvolupament de una moderna instal·lació de pintura, la fàbrica produí el seu 100.000é vehicle l'any 1983.
Els primers anys, CMC només produïa automòbils comercials, però la companyia anà augmentant la producció fins a arribar a les 100.000 unitats anuals. Actualment l'empresa disposa de tres factories: dues a Yangmei i una a Xintxu.
La companyia va eixir a la Borsa de Taiwan el març de 1991 i ha sigut repetidament reconeguda pel seu ràpid i bon creixement. L'any 1993 va ser reconeguda amb el Premi Nacional a la Qualitat i quedà primera en la llista de l'Index de Satisfacció de Vendes de J.D. Power Asia-Pacífic l'any 2000. La CMC també ha sigut nombroses vegades premiada per les exemplars condicions de treball en les seues factories. Des de l'any 2019, el Grup Yulon és l'accionista majoritari amb més del 40% de les participacions i la CMC es considerada part del Grup Yulon.
Des del 1995, CMC ha invertit considerablement a la República Popular de la Xina (RPX) en la marca Soueast i ha pres benefici del creixement econòmic de la Xina. L'any 2005 CMC obtingué el permís del govern de la RPX i signà un acord amb Daimler Chrysler per a la fabricació de monovolums a la Xina Popular. L'any 2005 Mitsubishi era propietària del 13,97% de les accions de l'empresa. Des de juny de 2007, CMC també participa en la joint venture Fujian Benz.

## Models
| CMC Delica         | CMC Minicab       | CMC Towny         | CMC Varica           | CMC Canter           |
| ------------------ | ----------------- | ----------------- | -------------------- | -------------------- |
|                    |                   |                   |                      |                      |
| 1973-Present       | 1978-1985         | 1985-1992         | 1985-2000            | ???                  |
| 中華得利卡         | 中華百利          | 中華多利          | 中華百利             | 中華堅達             |
| Mitsubishi Lancer  | Mitsubishi Galant | Mitsubishi Freeca | CMC Veryca           | Mitsubishi Savrin    |
|                    |                   |                   |                      |                      |
| 1991-Present       | 1997-2004         | 1998-2008         | 2000-Present         | 2001-2014            |
|                    |                   |                   | 中華菱利             |                      |
| Mitsubishi Grunder | Chrysler Minivan  | CMC Zinger        | Mitsubishi Outlander | Mitsubishi Colt Plus |
|                    |                   |                   |                      |                      |
| 2004-2012          | 2005-2007         | 2005-Present      | 2007-Present         | 2007-Present         |
|                    |                   | 中華雙贏          |                      |                      |
| CMC Fuso           | CMC Leadca        | CMC P350 Hybrid   |                      |                      |
|                    |                   |                   |                      |                      |
| 1984-1992          | 2013-2018         | 2022-Present      |                      |                      |
|                    | 中華新達          | 中華堅兵          |                      |                      |